# You Rock My World
«You Rock My World» («Ти потрясла мій світ») — перший сингл Майкла Джексона із альбому Invincible. Він записувався із жовтня 1999-го року, а випущений був, як окремий сингл аж практично через 2 роки з моменту старту запису, 22 серпня 2001-го року.
You Rock My World — перший сингл альбому Invincible. Композиція записана в стилі R&b та поп музики. З піснею «You Rock My World» Майкл Джексон у 2002 році був номінований на премію Греммі в категорії «Найкращого чоловічого виконання поп композиції».

## Історія
Пісня була записана Майклом Джексоном для його десятого студійного альбому Invincible (2001) і випущена 22 серпня 2001 лейблом Epic Records. Але до офіційного релізу синглу 17 серпня 2001 дві радіостанції Нью-Йорку ввечері програвали пісню до тих пір, поки Epic Records не наскаржився директору цих станцій.

## Концертні виступи
Вперше Майкл Джексон представив пісню на двох шоу, присвячених 30-річчю сольної кар'єри співця у 2001 році. Також пісня ввійшла у концертну програму, опубліковану у березні 2009 року для туру «This Is It». Турне було скасовано через раптову смерть Джексона.

## Позиції у чартах
У вересні 2001 пісня увійшла у Топ-10 пісень чарту Billboard Hot 100. У жовтні того ж року пісня піднялася на друге місце у чарті Великої Британії United Kingtom Single Chart. Це була найвища позиція композиції. «You Rock My World» стала останнім прижиттєвим хітом Джексона, який піднявся у десятку кращих пісень у Billboard Hot 100.